# Доклін (комуна)
Доклін (рум. Doclin) — комуна у повіті Караш-Северін в Румунії. До складу комуни входять такі села (дані про населення за 2002 рік):
- Бініш (816 осіб)
- Доклін (589 осіб)
- Тірол (642 особи)

Комуна розташована на відстані 362 км на захід від Бухареста, 18 км на захід від Решиці, 61 км на південний схід від Тімішоари.

## Населення
За даними перепису населення 2002 року у комуні проживали 2047 осіб.
Національний склад населення комуни:
| Національність | Кількість осіб | Відсоток |
| -------------- | -------------- | -------- |
| румуни         | 1755           | 85,7%    |
| німці          | 120            | 5,9%     |
| цигани         | 80             | 3,9%     |
| хорвати        | 60             | 2,9%     |
| угорці         | 21             | 1,0%     |
| українці       | 8              | 0,4%     |
| серби          | 2              | 0,1%     |

Рідною мовою назвали:
| Мова       | Кількість осіб | Відсоток |
| ---------- | -------------- | -------- |
| румунська  | 1795           | 87,7%    |
| німецька   | 111            | 5,4%     |
| циганська  | 65             | 3,2%     |
| хорватська | 48             | 2,3%     |
| угорська   | 18             | 0,9%     |
| українська | 7              | 0,3%     |
| сербська   | 2              | 0,1%     |

Склад населення комуни за віросповіданням:
| Релігія       | Кількість осіб | Відсоток |
| ------------- | -------------- | -------- |
| православні   | 1607           | 78,5%    |
| римо-католики | 290            | 14,2%    |
| баптисти      | 68             | 3,3%     |
| п'ятдесятники | 65             | 3,2%     |
| адвентисти    | 8              | 0,4%     |
| реформати     | 6              | 0,3%     |
| бретрени      | 2              | 0,1%     |
| не релігійні  | 1              | < 0,1%   |